# 欧德朗日
欧德朗日（法語：Audelange，法語發音：[odlɑ̃ʒ]）是法国汝拉省的一个市镇，位于该省北部，属于多勒区。

## 地理
欧德朗日（47°8'6"N, 5°35'7"E）面积4.64 平方千米，位于法国勃艮第-弗朗什-孔泰大區汝拉省，该省份为法国东部内陆省份，北起上索恩省，西北接科多尔省，西临索恩-卢瓦尔省，南至安省，东与杜省和瑞士接壤。
与欧德朗日接壤的市镇（或旧市镇、城区）包括：阿芒日、沙特努瓦、埃克朗-讷农、拉旺若、拉旺莱多勒、罗什福尔叙讷农、罗芒日。

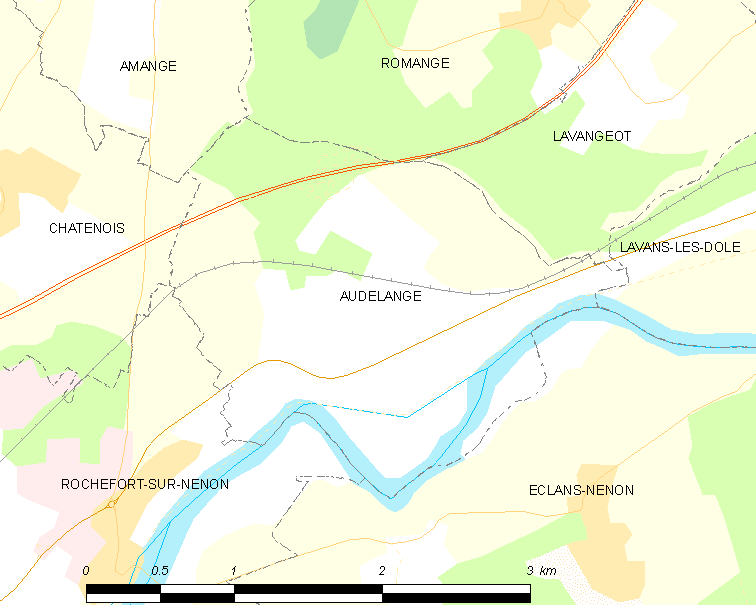
欧德朗日的OSM定位图

欧德朗日的时区为UTC+01:00、UTC+02:00（夏令时）。

## 行政
欧德朗日的邮政编码为39700，INSEE市镇编码为39024。

## 政治
欧德朗日所属的省级选区为欧蒂姆县。

## 人口

1962-2008年间欧德朗日人口变化图示

欧德朗日于2022年1月1日时的人口数量为258人。